# Château Marie
Le château Marie est un édifice de la commune de Vitré, dans le département d’Ille-et-Vilaine en région Bretagne.

## Localisation
Il se trouve à l'est du département et au sud du centre-ville de Vitré.

## Historique
Le château date du XVIIe siècle.
Madame de Sévigné y est venue plusieurs fois visiter la princesse de Tarent, Émilie de Hesse-Cassel, veuve de Henri-Charles de La Trémoille.

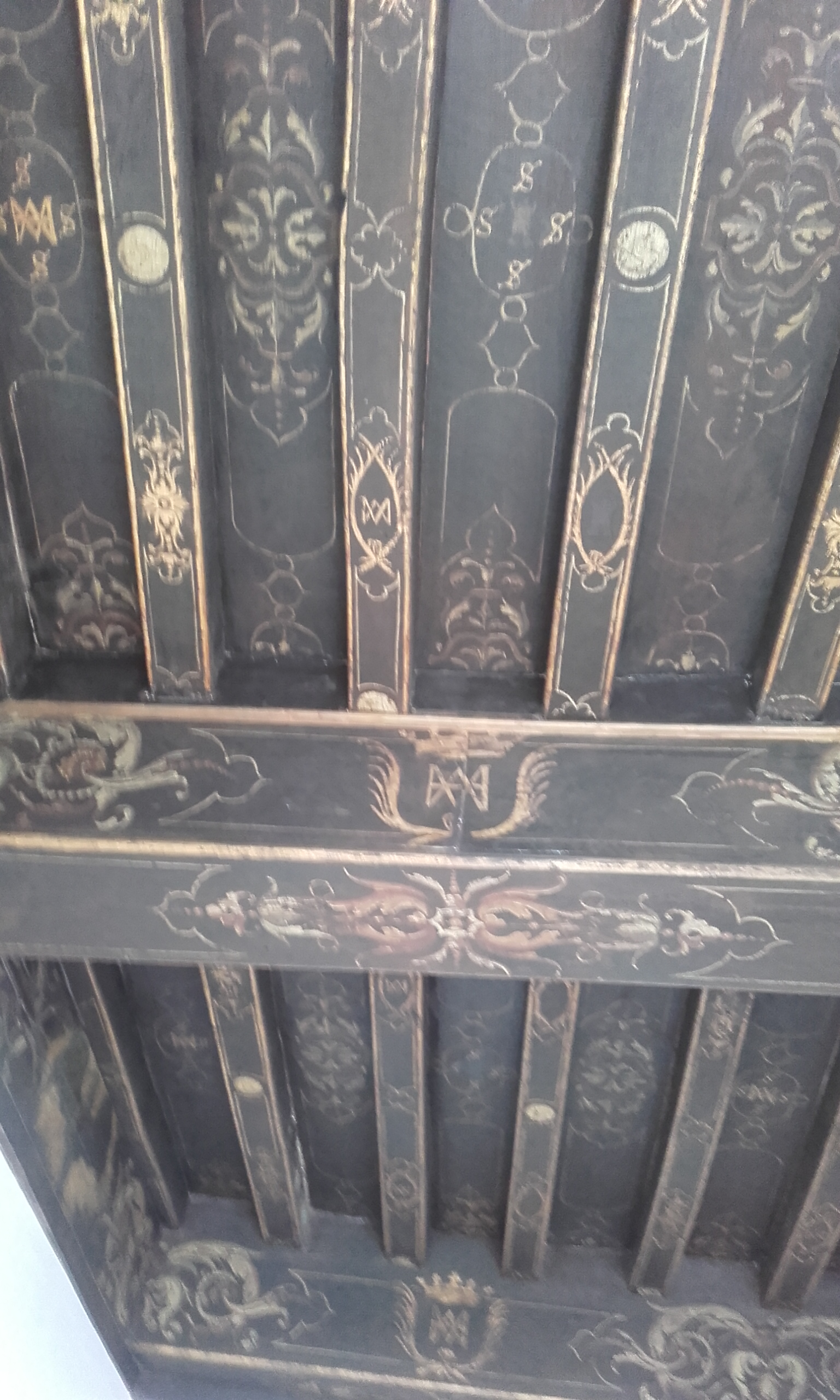
Plafond décoré du premier étage du pavillon de droite.

Les poutres du plafond du premier étage du pavillon de droite sont classées au titre des monuments historiques depuis le 12 septembre 1921 et les façades et toitures sont inscrites depuis le 12 décembre 1939,.
Les locaux de la communauté d’agglomération Vitré Communauté occupe l'aile ouest de l’ensemble.